# Tierra Blanca, Michoacán de Ocampo
Tierra Blanca är en ort i Mexiko.   Den ligger i kommunen Tlalpujahua och delstaten Michoacán de Ocampo, i den sydöstra delen av landet, 120 km väster om huvudstaden Mexico City. Tierra Blanca ligger 2 678 meter över havet och antalet invånare är 104.
Terrängen runt Tierra Blanca är kuperad. Runt Tierra Blanca är det ganska tätbefolkat, med 179 invånare per kvadratkilometer. Närmaste större samhälle är El Oro de Hidalgo, 10,7 km öster om Tierra Blanca. Trakten runt Tierra Blanca består till största delen av jordbruksmark.